# Hisám el-Gerúzs
Hisám el-Gerúzs (arabul: هشام الكروج, tudományos átírásban: Hišām al-Karūǧ, klasszikus vokalizációval: Hisám al-Karúdzs, nemzetközi sajtóban, francia fonetikával: Hicham El Guerrouj; Berkán, 1974. szeptember 14. –) marokkói középtávfutó, kétszeres olimpiai bajnok, az 1500 méteres, az egymérföldes, illetve a 2000 méteres síkfutás világcsúcstartója. A nemzetközi sportsajtóban az „egymérföld királya” becenévvel illették.

## Pályafutása

### Első sikerek
Hisám el-Gerúzs első nemzetközi sikerét 1992-ben, mindössze 18 évesen aratta, mikor 5000 méteren bronzérmet szerzett az 1992-es junior atlétikai világbajnokságon Szöulban. 1994-ben tagja volt az utcaifutó-világbajnok és egyben világcsúcsot felállító marokkói váltónak.
A fiatal marokkói középtávfutó az 1990-es évek közepén a nemzetközi érdeklődés középpontjába került, 1500 méteren és egymérföldes távon rendre a világcsúcs közelében teljesített. Húszéves volt, amikor az 1995-ös göteborgi atlétikai világbajnokság 1500 méteres számában ezüstérmet szerzett, egy évvel később Stockholmban pedig 3:29,59-os eredménnyel megfutotta addigi egyéni legjobbját is, így az olimpiai aranyérem egyik legfőbb várományosává lépett elő.

### Első olimpiai szereplésétől a világcsúcsokig
Az 1996-os atlantai olimpián szerepelt először az ötkarikás játékokon. Az 1500 méteres síkfutás döntőjében futott, azonban 400 méterrel a cél előtt, miközben a vezető pozíciót szerette volna átvenni, legfőbb vetélytársa, az akkori világcsúcstartó és háromszoros világbajnok Núr ed-Dín Morszeli sarkába rúgott, elesett, és csak a 12. helyen fejezte be a versenyt.
Csak egy hónap telt el, mikor egy milánói Grand Prix-versenyen legyőzte a négy éve verhetetlen Morszelit. Az 1997-es évad elején két új fedett pályás világcsúcsot állított fel: a stuttgarti Sparkassen-kupán 3:31,18-ot teljesített 1500 méteres távon, néhány héttel később pedig az egymérföld világcsúcsát adta át a múltnak, mikor Gentben 3:48,45-ös eredmény ért el.
El-Gerúzs élete legjelentősebb és legjobb eredményét 1998. július 14-én érte el Rómában, mikor közel másfél másodperccel, 3:26,00-s eredménnyel megdöntötte Morszeli 1500 méteres szabadtéri világcsúcsát.
1999-ben újabb Morszeli-rekordot adott át a múltnak, mikor egy római szabadtéri versenyen 3:43,13-as eredménnyel végzett a dobogó legfelsőbb fokán egymérföldes távon. A verseny egyik legfőbb érdekessége az új világrekord mellett az volt, hogy az ezüstérmes kenyai futó, Noah Ngeny is Morszeli korábbi világcsúcsán belül futott, így negyven évnyi szünetet követően először fordult elő az, hogy két sportoló ugyanazon a versenyen a korábbi világcsúcson belüli eredményt érjen el.
A szezon még egy el-Gerúzs-világcsúcsot tartogatott: Berlinben 4:44,79-es eredménnyel, közel három másodperccel megdöntötte Morszeli korábbi 2000 méteres rekordját.

### Az első olimpiai aranyéremig
A 2000-ben Sydneyben rendezett ötkarikás játékok 1500 méteres döntőjében hatalmas csatában maradt alul legnagyobb vetélytársa, a kenyai Noah Ngenyvel szemben, aki az utolsó 50 méteren futott elképesztő hajrájának köszönhetően szerezte meg az olimpiai aranyérmet.
El-Gerúzs megvédte világbajnoki címét a 2001-es és a 2003-as szabadtéri atlétikai világbajnokságon is, 2001-ben nagyon közel futott korábbi világcsúcsához (3:26,12). 2001-ben, 2002-ben és 2003-ban megnyerte az 1500 méteres síkfutás Golden League-viadalát, és ezzel mindmáig ő az az egyetlen középtávfutó, aki sorozatban háromszor osztozhatott az 50 kilogrammnyi aranyon (2000–2002-ig), vagy az 1 millió dolláros fődíjon (1998–1999, és 2003-tól).
2003-ban 12:50,24-es eredménnyel 5000 méteren is élete legjobbját futotta, majd később a világbajnokságon ezüstérmet szerzett a kenyai Eliud Kipchoge mögött, miután az 1500 méteres számban már megvédte bajnoki címét.

### A 2004-es athéni olimpiától a visszavonulásig
Az athéni olimpiai éve rendkívül rosszul kezdődött, elmaradtak a várva várt teljesítmények, egy római viadalon is csak a 8. helyen fejezte be a versenyt, sőt az ötkarikás játékok döntője előtt 20 nappal a kenyai Bernard Lagat 3:27,40-es idővel megverte el-Gerúzst (3:27,64) egy zürichi versenyen.
A 2004-es athéni olimpiai 1500 méteres síkfutásának döntőjére augusztus 24-én került sor, ahol az év legjobb eredményével érkező Lagat és el-Gerúzs között hatalmas harcban dőlt el az aranyérem sorsa. A marokkói futó féltávnál átvette a vezetést, majd fokozatosan gyorsította a tempót. Az utolsó kétszáz méteren Lagat erős hajrába kezdett, a célegyenesben már majdnem megelőzte legfőbb vetélytársát, ám végül a legfényesebb medált el-Gerúzs nyakába akasztották.
Négy nappal később rendezték az 5000 méteres síkfutás döntőjét, ahol el-Gerúzs óriási hajrájának köszönhetően 13:14,39-es eredménnyel legyőzte a 10 000 méter olimpiai bajnokát, az etióp Kenenisa Bekelét. A „repülő finn”, Paavo Nurmi 1924-es eredménye óta ő lett az első olyan futó, aki mind 1500, mind 5000 méteren olimpiai aranyérmet szerzett.
Az olimpiát követően el-Gerúzs nem szerepelt több nemzetközi versenyen, 2006. május 22-én jelentette be visszavonulását.

## Legjobb eredményei
A következő táblázat a Nemzetközi Atlétikai Szövetség (IAAF) nyilvántartása alapján sorolja el-Gerúzs legjobb szabadtéri eredményeit:
| Távolság  | Időpont             | Helyszín | Elért eredmény       |
| --------- | ------------------- | -------- | -------------------- |
| 800 m     | 1995. február 6.    |          | 1:47,18              |
| 1000 m    | 1999. július 12.    |          | 2:16,85              |
| 1500 m    | 1998. július 14.    | Róma     | 3:26,00 (világcsúcs) |
| 1 mérföld | 1999. július 7.     | Róma     | 3:43,13 (világcsúcs) |
| 2000 m    | 1999. szeptember 7. | Berlin   | 4:44,79 (világcsúcs) |
| 3000 m    | 1999. szeptember 3. | Brüsszel | 7:23,09              |
| 5000 m    | 2003. március 12.   | Ostrava  | 12:50,24             |